# Indicatoridae
Indicatoridés, indicateurs
«  Indicateur (oiseau) » redirige ici. Pour les autres significations, voir Indicateur (homonymie).
Famille
Les Indicatoridae (Indicatoridés, indicateurs) sont une famille d'oiseaux piciformes, constituée de 17 espèces actuelles réparties en 4 genres.

## Description
Les indicateurs sont des oiseaux arboricoles assez indéfinissables, de taille modérée (10 à 20 cm) et à petite tête. Ils ont le bec court et les narines haut placées. Leur plumage est généralement assez terne, avec des taches blanches sur les rectrices (plumes de la queue) externes.
Les indicateurs ne construisent pas de nid : tous pratiquent le parasitisme de couvée. La femelle pond dans le nid d'une autre espèce d'oiseaux afin qu'ils assurent la couvaison de l’œuf puis l'alimentation du jeune individu (comme le coucou gris en Europe). Ces derniers ne se rendent pas compte de la supercherie et couvent l’œuf de l’indicateur au même titre que leurs propres œufs. L’œuf « indicateur » éclot le premier avec un bec crochu comme celui des rapaces. Ce bec lui servira à lacérer et donc éliminer les autres oisillons de la couvée dès leur éclosion. Les parents adoptifs ne s’apercevront de rien et continueront à nourrir cet oisillon fratricide. En grandissant le bec crochu disparaîtra et l’indicateur deviendra un oiseau pacifique et utile à l’homme pour repérer les ruches des abeilles.

## Habitats et répartition
L'aire de répartition de la famille des indicatoridés s'étend sur la zone éthiopienne (Afrique subsaharienne) et la zone orientale (Asie du Sud-Est). Les indicatoridés vivent dans les forêts et les zones arborées, les galeries forestières et les zones semi-désertiques, depuis les plaines jusqu'à la limite supérieure des arbres.

## Comportement
Son  nom d'« indicateur » (honeyguide en anglais) lui vient du comportement par lequel il « indique » à un amateur de miel humain, par un chant particulier, l'emplacement des ruches sauvages. Son « complice » récolte le miel, puis l'indicateur se nourrit de la cire, qu'il est le seul oiseau à pouvoir digérer, et aussi des larves ainsi sorties de la ruche : un cas remarquable de mutualisme,.
L'indicateur procède comme suit : une fois qu'il a repéré une ruche sur son territoire (peut-être en suivant les mouvements des abeilles)[réf. nécessaire], il part à la recherche visuelle d'un associé potentiel tout en lançant son chant spécifique et répétitif, assez lancinant à la longue. Souvent c'est l'homme qui, ayant repéré le chant de l'oiseau à 100 ou 200 m, va à lui. Une fois la rencontre établie, l'oiseau se met à voleter devant son partenaire temporaire, près du sol, de branche en branche tout en continuant de chanter mais en plus, cette fois, il lui offre un signal visuel lui permettant de le suivre aisément : les taches blanches spécifiques de ses rectrices externes qui se déploient à chaque envol. Une fois arrivé à la ruche, l'homme déloge les abeilles par de la fumée et, si nécessaire, va jusqu'à abattre l'arbre contenant la ruche.

Distribution du Ratel, associé hypothétique des indicatoridés.

Il est tentant de penser que l'indicateur aurait coutume également de guider vers les nids d'abeilles d'autres mammifères comme peut-être le ratel (animal africain de la famille des mustélidés) ou certains viverridés arboricoles, telle la nandinie, une genette à la fourrure suffisamment dense pour résister aux piqûres d'abeilles. Certains scientifiques ont entendu dire que ce comportement avait été observé dans le cas du ratel et du Grand Indicateur (Indicator indicator).
Le ratel ouvrirait la ruche de ses longues et puissantes griffes (4 cm de long) pour y manger essentiellement le miel, sortant ainsi les couvains contenant les larves recouvertes de cire. En savane ou dans les steppes, les nids d'abeilles sont situés près du sol. Son poil dense et sa peau épaisse le protégeraient des piqûres d'abeilles comme des morsures de serpents dont il est également friand. Si la ruche sauvage est située en hauteur sur un arbre (généralement dans une cavité du tronc), le ratel, toujours guidé par l'oiseau, n'hésiterait pas à y grimper pour y déloger, de quelques coups de pattes, le contenu de la ruche qui choira au sol. Après avoir mangé la majeure partie du miel, le ratel quitterait les lieux, laissant la place à l'indicateur. La distribution géographique et l'habitat des deux espèces se superposeraient parfaitement. Cependant, le comportement rapporté dans le cas du ratel n'a pas reçu de confirmation par des observations scientifiques[réf. obsolète].

## Systématique

### Liste alphabétique des genres
Selon la classification de référence du Congrès ornithologique international (version 14.1, 2024) :
- Indicator (m.) Stephens, 1815 (10 espèces)
- Melichneutes (m.) Reichenow, 1910 (1 espèce)
- Melignomon (m.) Reichenow, 1898 (2 espèces)
- Prodotiscus (m.) Sundevall, 1850 (3 espèces)

### Liste des espèces
Selon la classification de référence du Congrès ornithologique international (version 5.1, 2015) :